# Jules Beaujoint
Jules Beaujoint, řečený Jules de Grandpré (12. července 1830 Grandpré – 23. prosince 1893 Paříž) byl francouzský romanopisec.
Jeho nejznámější román L'Auberge sanglante de Peirebeilhe, byl za jeho života vydán v nákladu 200 000 kusů a byl znovu vydán i v roce 1960.

## Dílo
- Rendez-vous de chasse et d'amour (1866)
- Les Nuits de Paul Niquet (1867)
- Mémoires d'un agent de police, drames, mystères, révélations (1868)
- Les Enfants du Père Duchène, roman historique (1871)
- Mémoires secrets de la marquise de Pompadour, recueillis et mis en ordre par Jules Beaujoint (1873)
- Les Reines galantes, avec A.-M. Dumonteil (1873)
- Mémoires d'un geôlier de la Bastille (1874)
- Les Oubliettes du Grand Châtelet (1874)
- La Femme coupée en morceaux, avec Louis Noir (1877)
- Le Magicien moderne, récréations amusantes de physique et de chimie (1878)
- L'Art de prédire l'avenir. Divination par les songes. Les Pressentiments (1878)
- L'Alcôve des reines (1879)
- Histoire des Tuileries depuis leur origine jusqu'à nos jours. Drames politiques. Vie privée des souverains. Débauches secrètes. Crimes mystérieux. Révélations (1881)
- Histoire du Palais-Royal et de ses Galeries. Politique et mœurs des Princes (1881)
- Histoire de l'Hôtel-de-Ville de Paris. Grandeurs et misères du peuple depuis Étienne Marcel (1356) jusqu'à la Commune de 1871 (1882)
- Cartouche, roi des voleurs, crimes et scènes de mœurs sous la Régence, aventures et exploits de sa bande (1883)
- Le Capitaine Mandrin (1885)
- Mystères du Palais de l'Élysée : histoire complète jusqu'à nos jours (1887)
- La Malle sanglante, assassinat de l'huissier Gouffé, affaire Eyraud et Gabrielle Bompard (1890)
- Les Quatre Sergents de La Rochelle (4 svazky, 1890-1892)
- Les Grands Duels historiques (1892)
- Les Auberges sanglantes : L'Auberge sanglante de Peirebeilhe, L'Auberge des Trois Rois (3 svazky)